# Реймерсвале, Маринус ван
Маринус ван Реймерсвале (Роймерсвале) (нидерл. Marinus van Reymerswaele, Marinus van Reymerswale, Marino de Reymerswaele, Marinus Claesz van Reymerswael, Marinus van Reymersval; ок. 1490, Реймерсвал, Зеландия, юго-западные Нидерланды — ок. 1546, Гус, Зеландия) — нидерландский (фламандский) живописец эпохи Северного Возрождения. Известен картинами бытового жанра и религиозными композициями экспрессивного и гротескно-сатирического характера.

## Биография
Маринус ван Реймерсвале родился в городе Реймерсвал и получил свою фамилию от наименования этого города. Его настоящее имя: Marino de Seeuw (Marino de Siressea). Отец Маринуса был живописцем, членом Гильдии Святого Луки в Антверпене. Маринус считается учеником Квентина Массейса или, по меньшей мере, испытавшим его влияние. Он был зарегистрирован в феврале 1504 года как студент Лёвенского университета (Фламандский Брабант, ныне Бельгия). В 1509 году его имя значилось в списках членов антверпенской гильдии Святого Луки как ученика Симона ван Дале, живописца по стеклу.
Известно также, что он работал, по крайней мере, с 1531 по 1540 год. Покинув Реймерсвал, он отправился в Мидделбург. В последний год жизни переехал в город Гус (Зеландия), где и умер около 1546 года (после 1546 года имя художника более не зафиксировано). Его вдова упоминается в 1556—1558 годах. Художник, принимавший участие в иконоборческом движении в Мидделбурге в 1566 году, осуждённый за разгром церкви и высланный из города в 1567 году, не Маринус, как предполагалось ранее, а, вероятно, его тёзка.
Маринус ван Реймерсвале управлял большой мастерской, где было создано множество картин, в которых доминировали изображения сборщиков налогов, менял и торговцев. Однако в истории живописи он остался главным образом благодаря картинам: «Призвание Святого Матфея», «Иероним Стридонский в своей келье».

## Галерея

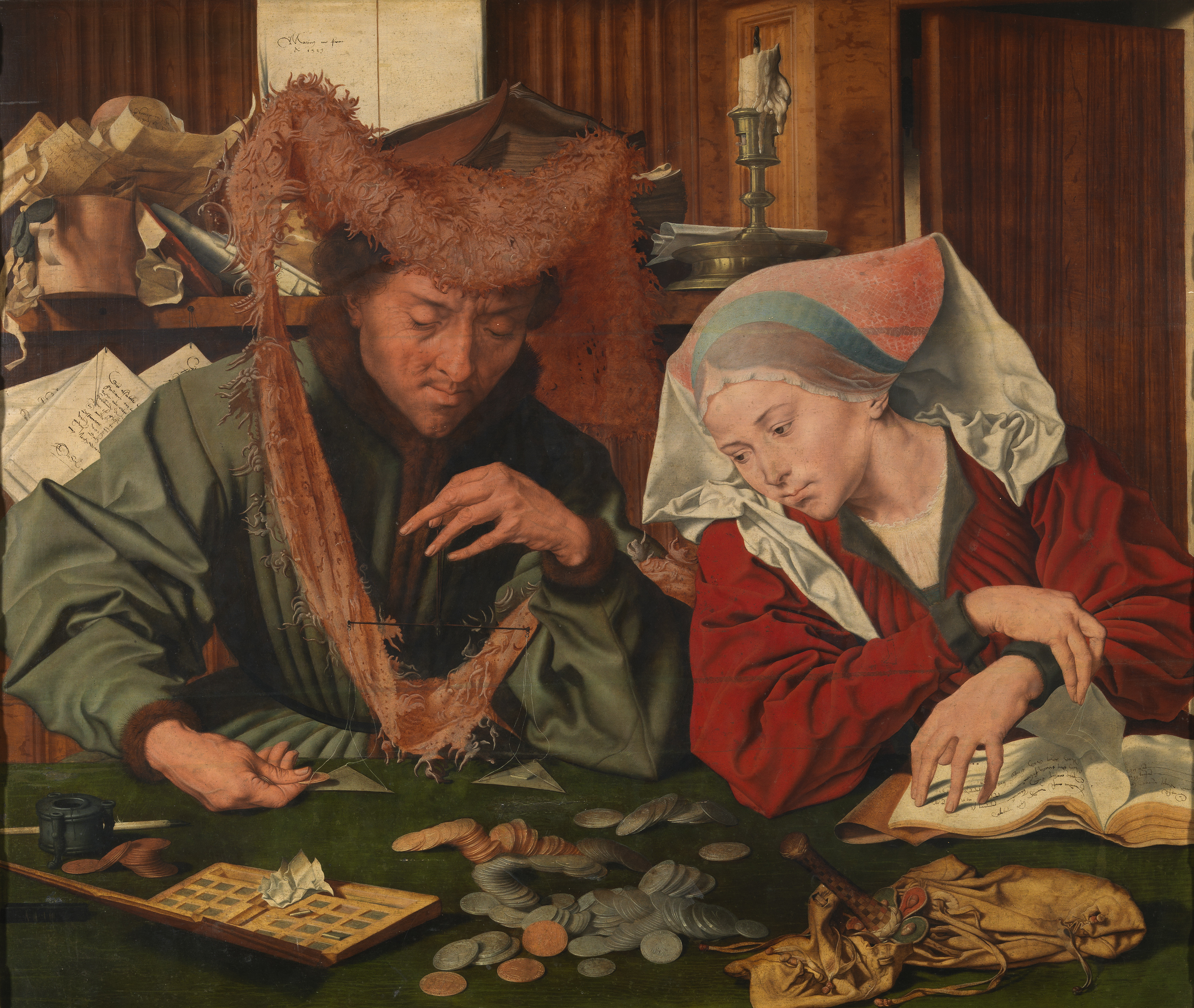
«Меняла и его жена». 1539. Дерево, масло. Прадо, Мадрид
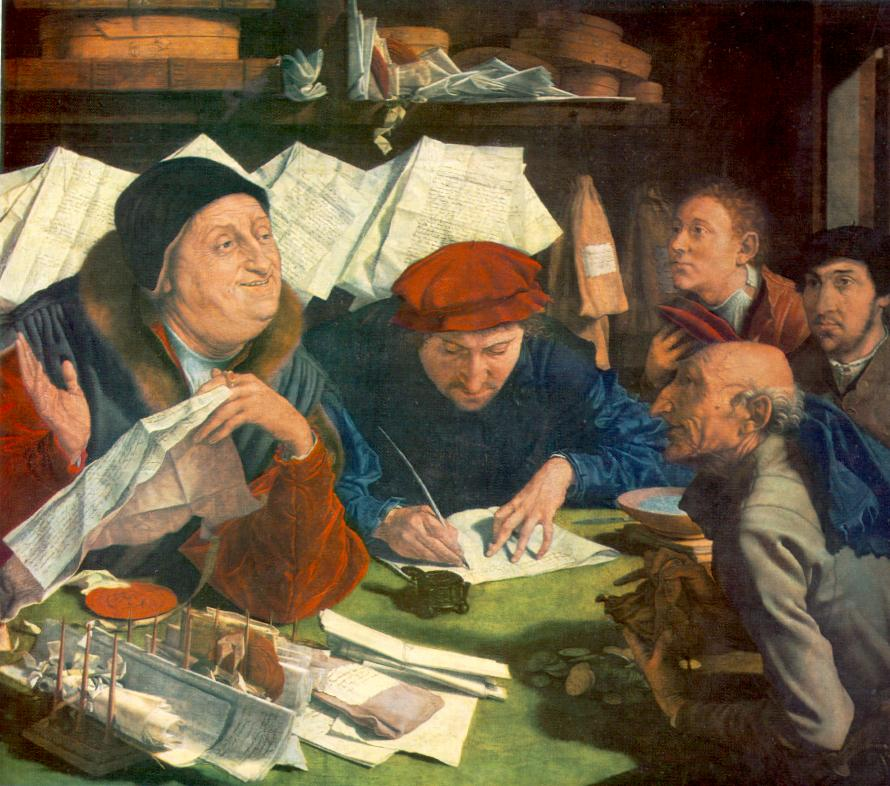
Сборщик податей. 1542. Дерево, масло. Старая Пинакотека, Мюнхен
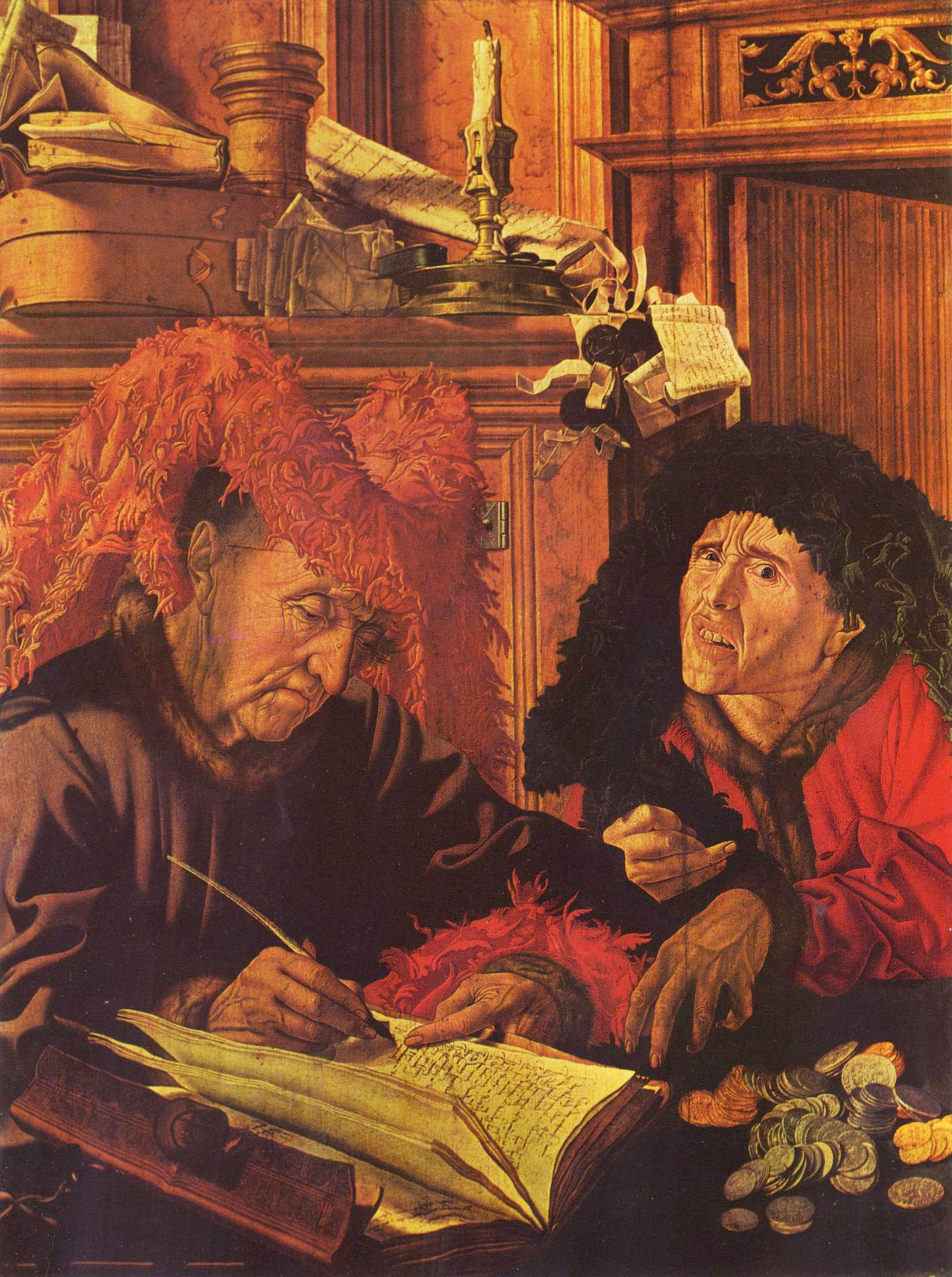
Два сборщика податей. Ок. 1540. Дерево, масло. Национальная галерея, Лондон
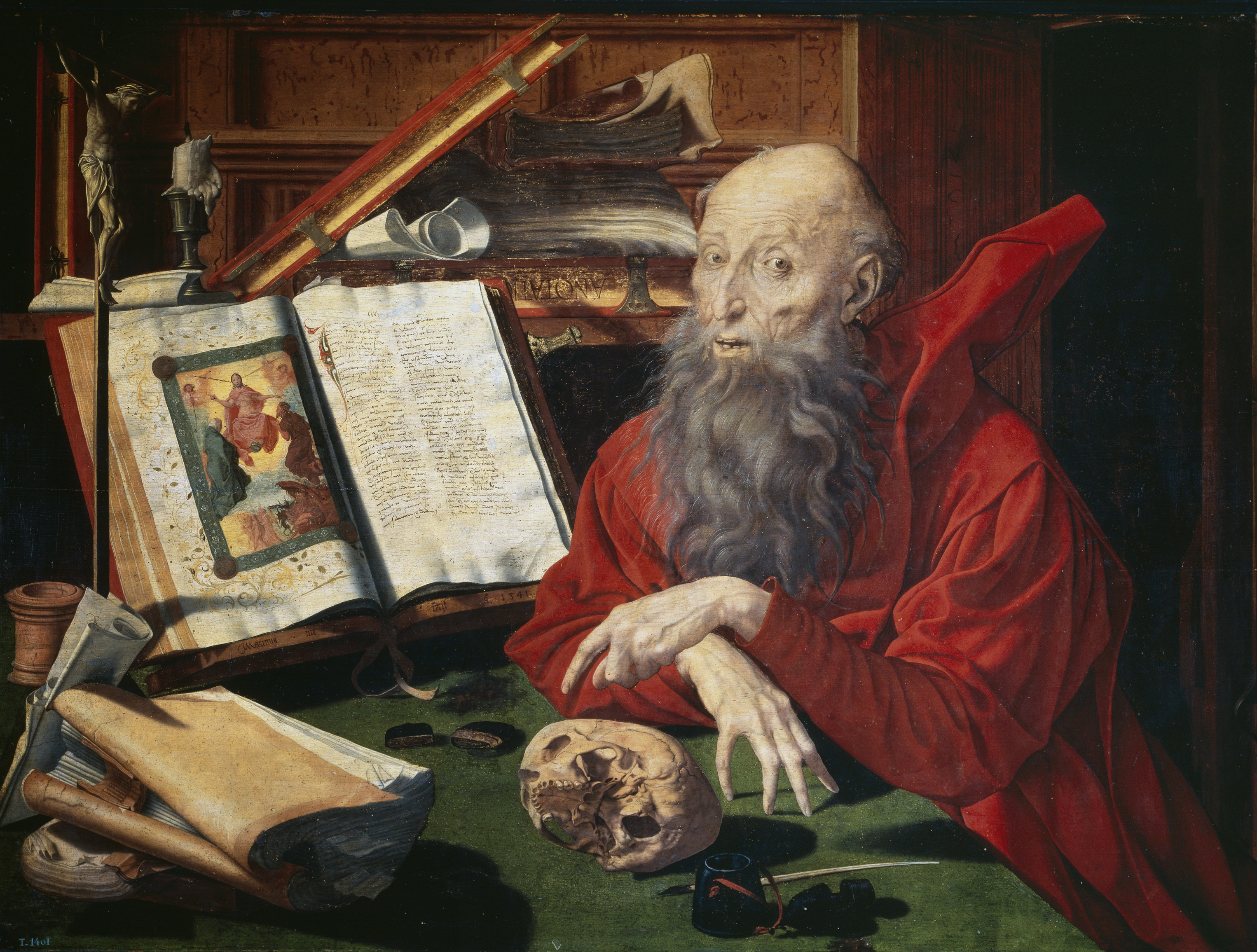
Св. Иероним. 1541. Дерево, масло. Прадо, Мадрид
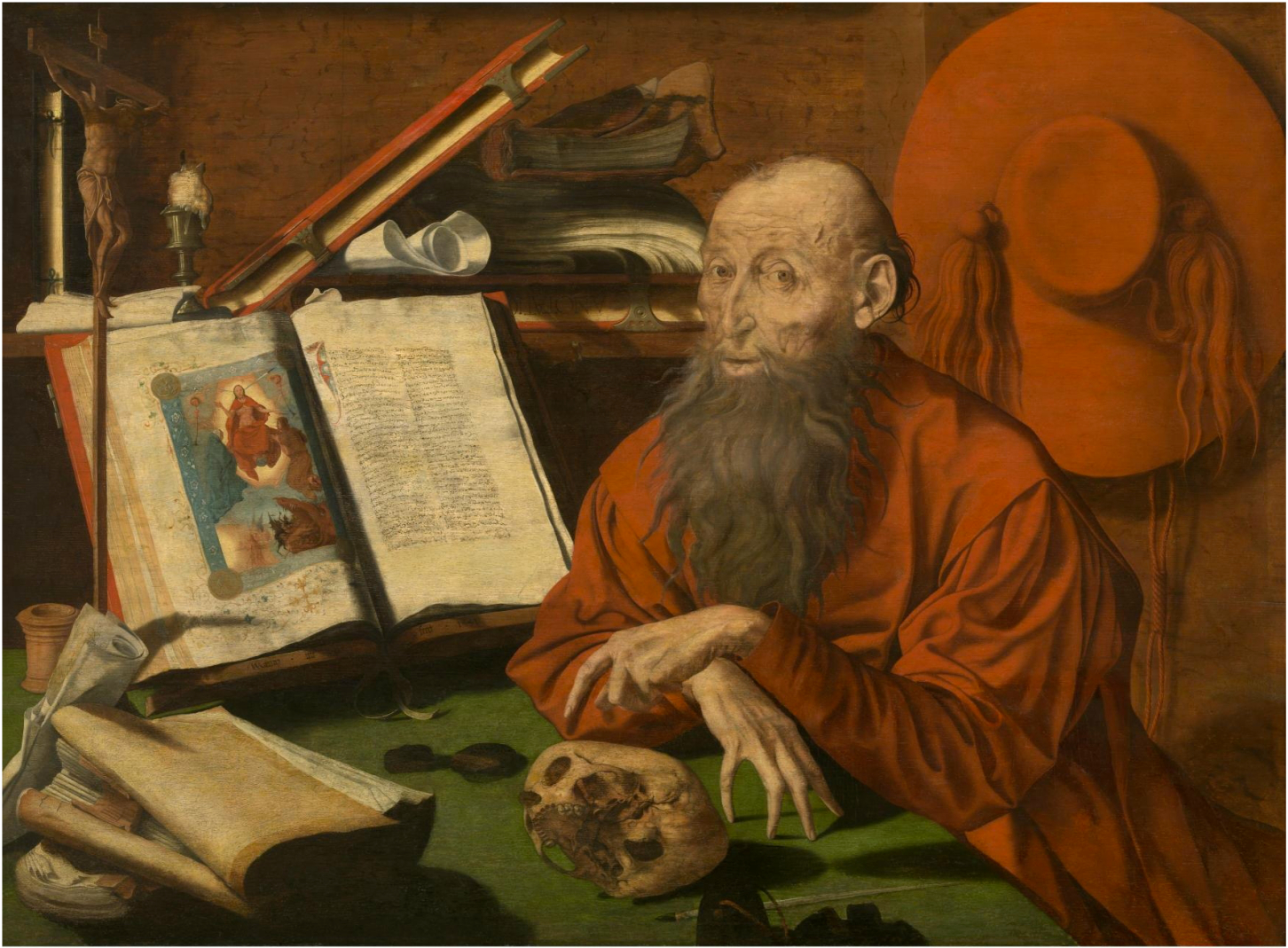
Св. Иероним в келье. 1541. Дерево, масло. Королевский музей изящных искусств, Антверпен
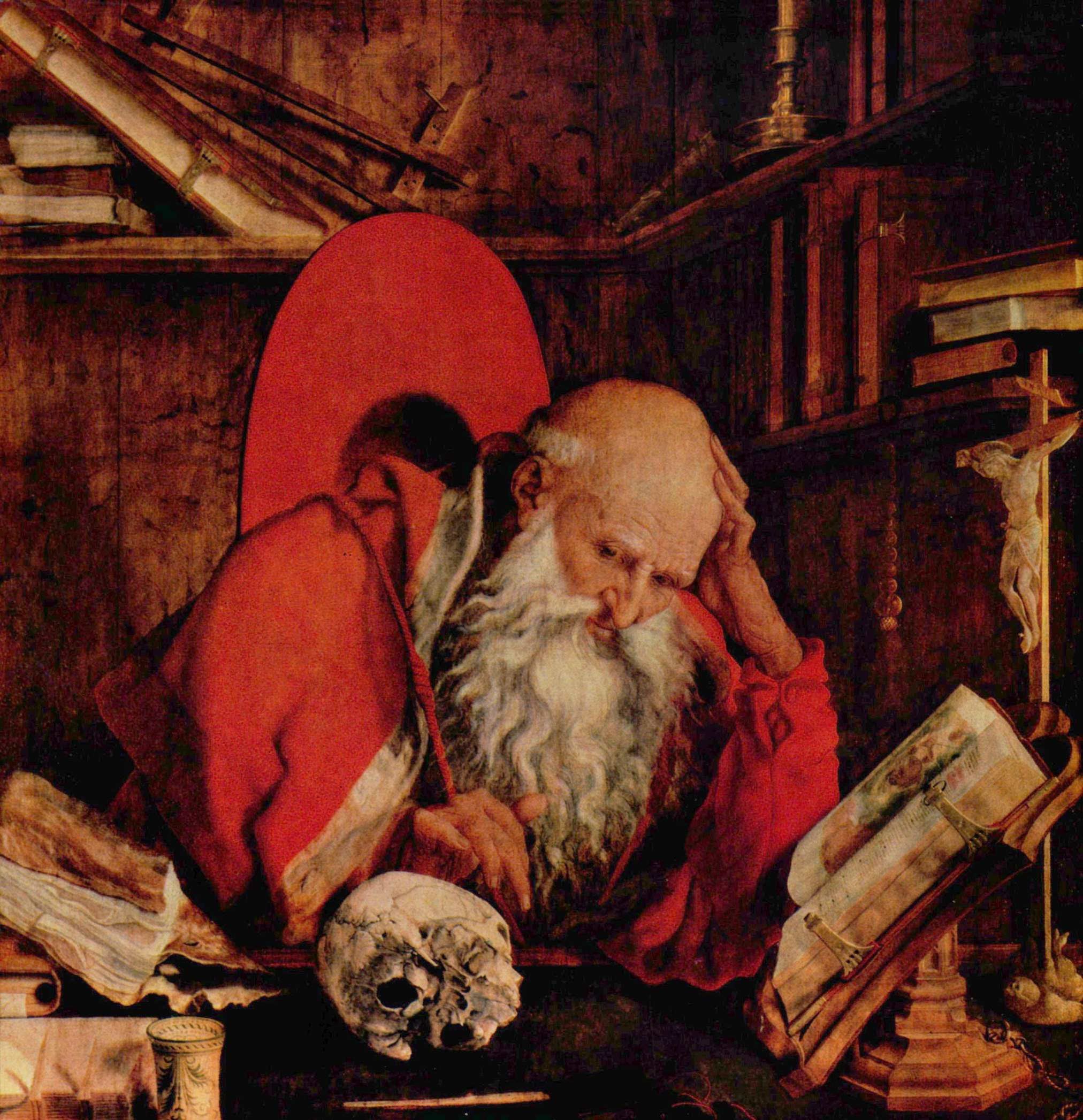
Св. Иероним в своей келье. Ок. 1550. Дерево, масло. Картинная галерея, Берлин
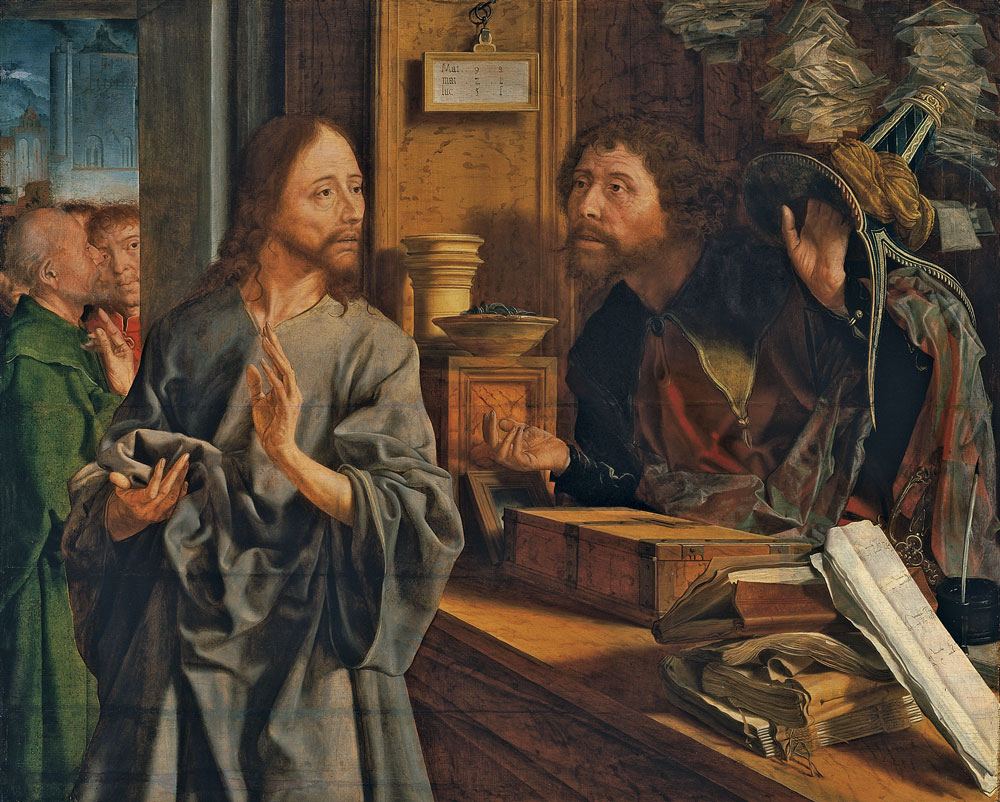
Призвание Святого Матфея. 1530. Дерево, масло. Музей Тиссена-Борнемисы, Мадрид